# Gare de Longueau
La gare de Longueau est un important site ferroviaire français situé sur les territoires des communes de Boves et de Longueau (à environ 1 000 mètres du centre-ville de cette dernière), dans le département de la Somme, en région Hauts-de-France. Le site comprend une gare voyageurs, un dépôt, un triage désaffecté et de nombreuses voies de garage. Cette configuration résulte de sa situation à la bifurcation des lignes Paris – Lille et Paris – Amiens – Boulogne, mais également Compiègne – Amiens et Amiens – Tergnier – Laon.
Une station est ouverte vers 1853, par la Compagnie des chemins de fer du Nord. Elle est déplacée en 1883, pour être établie en tant que gare de la bifurcation précitée ; les importantes installations qui la jouxtent ont été développées à partir de la même date.
Dans les années 2020, cette gare de la Société nationale des chemins de fer français (SNCF) est desservie par des trains express régionaux du réseau TER Hauts-de-France.

## Situation ferroviaire
Établie à 31 mètres d'altitude, la gare de Longueau est située au point kilométrique (PK) 125,971 de la ligne de Paris-Nord à Lille, entre les gares ouvertes de Boves et de Daours (vers cette dernière, s'intercale celle fermée de Lamotte-Brebière). Gare de bifurcation, elle est également l'origine de la ligne de Longueau à Boulogne-Ville, en étant implantée avant la gare d'Amiens,. Enfin, par l'intermédiaire de la ligne d'Ormoy-Villers à Boves (dont la voie unique atteint toutefois Longueau), elle se trouve à 147,298 km de la gare de Paris-Nord.
La gare compte cinq quais : les trois premiers pour la ligne Paris – Lille (celui jouxtant l'ancien bâtiment voyageurs a néanmoins été mis hors service, donc seuls deux quais demeurent utilisables pour cette première ligne), les deux autres pour les axes Compiègne – Amiens et Paris – Amiens – Boulogne.
Par ailleurs, un ancien triage est situé à proximité de l'établissement ; enserré dans le triangle formé par les lignes de Paris-Nord à Lille, de Longueau à Boulogne-Ville et, dans une moindre mesure, d'Amiens à Laon (qui forme la branche nord), il est raccordé à chacune de ces dernières. L'ensemble du site fait ainsi partie du cœur de l'« étoile ferroviaire d'Amiens-Longueau ».

## Histoire

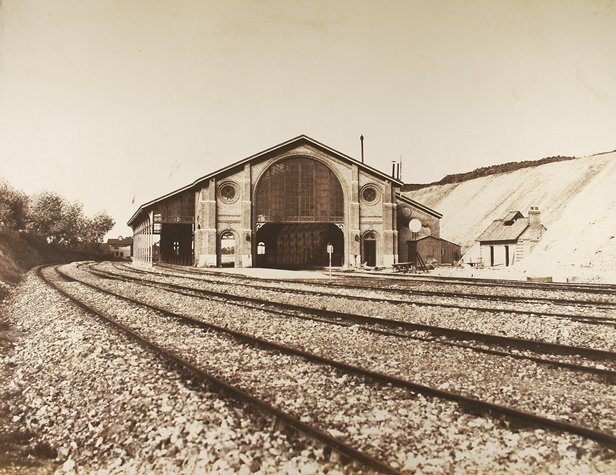
La première gare, photographiée par Baldus en 1855.

La ligne Paris – Lille est mise en service en 1846, par la Compagnie du Nord. Le 8 mars 1849, est achevé un raccordement permettant aux trains Paris – Lille d'éviter le rebroussement jusqu'alors imposé en gare d'Amiens. Une station est créée à Longueau vers 1853, et se situe sur le raccordement précité (au nord de la gare actuelle), ; elle dispose d'une halle métallique couvrant les quais. En raison de la saturation progressive de la gare d'Amiens, liée au développement de son nœud ferroviaire, un premier chantier de triage est implanté à Longueau en 1873.

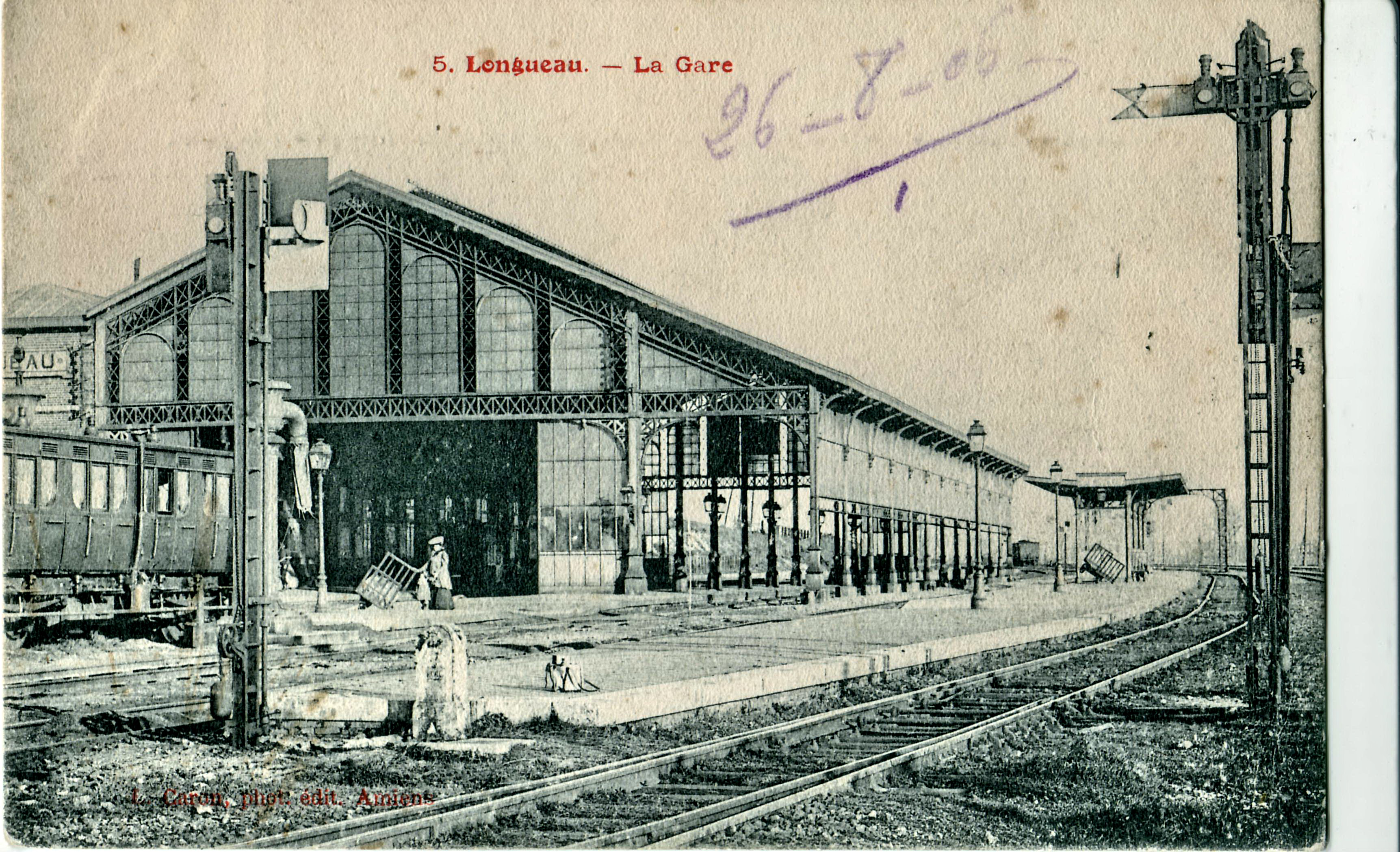
La gare actuelle et sa halle, au début du XX.

La ligne dite « des charbons » est ouverte en 1883, et s'accompagne de la construction de plusieurs faisceaux de triage — dont les groupes de voies « Boulogne » et « Arras » — et du dépôt de locomotives, mais également d'une nouvelle gare voyageurs à son tour équipée d'une halle métallique (cette gare se trouve dès lors à son emplacement actuel, en l'occurrence à la bifurcation des lignes Paris – Lille et Paris – Amiens – Boulogne). Un quai militaire est de plus installé vers 1910, bordant le raccordement, à proximité de la bifurcation de Lamotte (début de la jonction entre les lignes vers Lille et Laon, qui ne bénéficiait pas encore de sauts-de-mouton évitant le cisaillement des itinéraires). Du fait de sa situation géographique stratégique, le site est sous le feu d'un canon Langer Max pendant la Première Guerre mondiale (ce qui a obligé la construction de la ligne de Feuquières à Ponthoile, afin de ravitailler efficacement les troupes alliées engagées dans l'Offensive des Cent-Jours),, puis est lourdement bombardé pendant la Seconde. Les dégâts du deuxième conflit sont donc très importants : outre la démolition de la halle attenante au bâtiment voyageurs, le triage, le dépôt, les ateliers, les diverses voies et leurs appareils, les postes d'aiguillage et autres édifices ferroviaires, ainsi que les cités cheminotes voisines, sont gravement endommagés voire détruits.

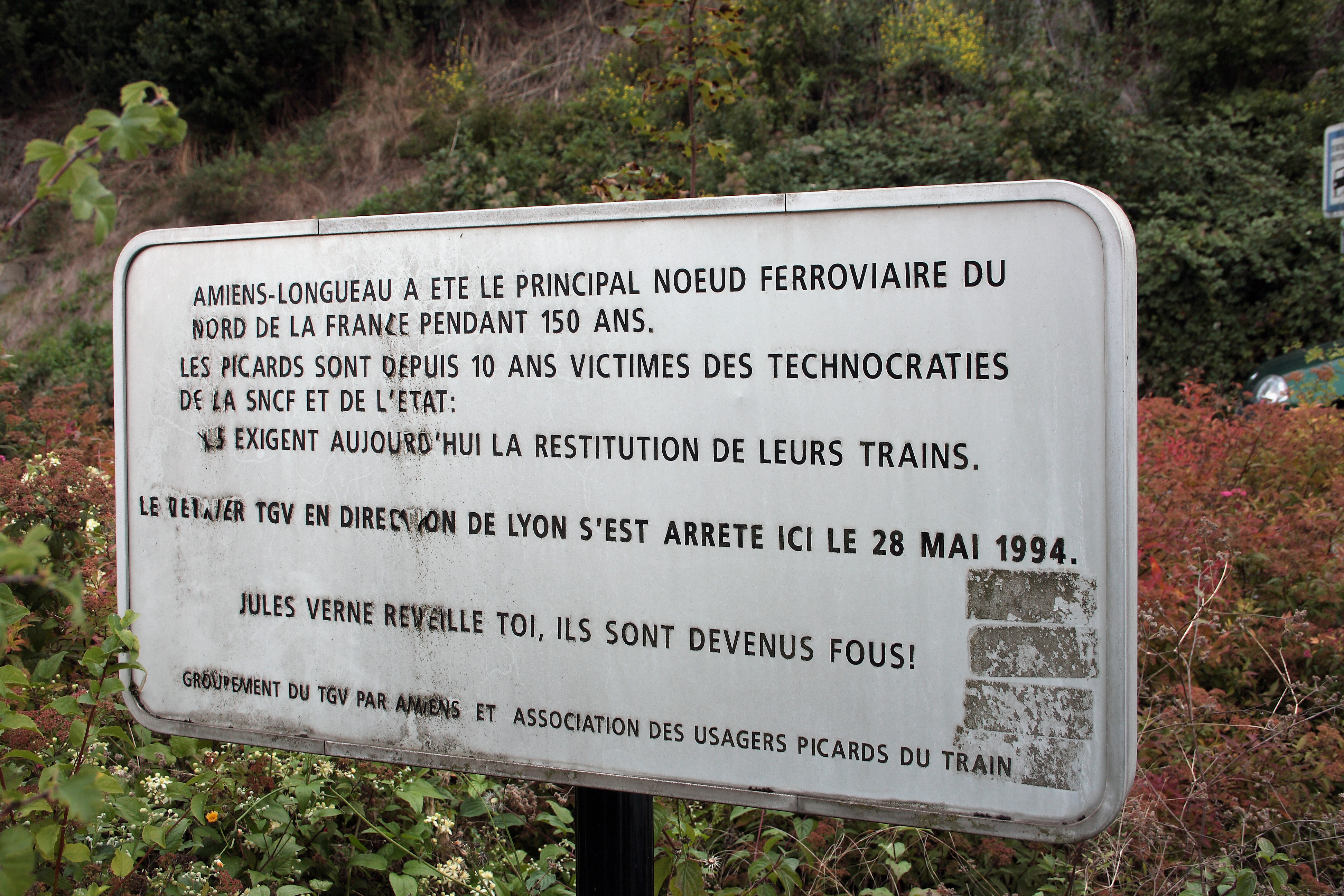
Sur le parking de l'ancien bâtiment voyageurs, ce panneau rappelle la dernière desserte TGV à Longueau.

Jusqu'à l'ouverture de la LGV Nord, la gare de Longueau joue un rôle important, malgré le déclin progressif du trafic fret, ; outre l'axe Paris – Lille – Tourcoing, elle était desservie par un TGV, circulant entre Lille et Lyon via la Grande Ceinture, (liaison créée le 25 septembre 1984, puis supprimée le 28 mai 1994 — soit la veille de la mise en service de la LGV Interconnexion Est). De plus, un train Lunéa reliant Lille à Nice (uniquement certains week-ends et durant l'été) s'y arrêtait, mais cette relation nocturne est supprimée depuis le 25 juin 2009.
En raison de la croissance du trafic voyageurs — Longueau devenant un « satellite » d'Amiens, très utilisé par les navetteurs vers Paris —, un nouveau bâtiment voyageurs (jouxtant un grand parking, créé à l'occasion) est édifié en 1994, à l'opposé de l'ancien (par rapport aux voies). Ce dernier est désormais utilisé, notamment, par un centre d'appel de la SNCF, destiné aux personnes handicapées. Le nouveau bâtiment, très simple, est essentiellement constitué par une halle protégeant l'escalier d'accès au souterrain permettant d'atteindre les quais.
Un TER Paris – Lille, desservant Longueau, est créé le 16 janvier 2021, reprenant ainsi l'itinéraire des trains classiques qui avaient été supprimés à la suite du lancement du TGV (circulant quant à lui sur la LGV Nord).

## Fréquentation
De 2015 à 2023, selon les estimations de la SNCF, la fréquentation annuelle de la gare s'élève aux nombres indiqués dans le tableau ci-dessous.
| Année                      | 2015    | 2016    | 2017    | 2018    | 2019    | 2020    | 2021    | 2022    | 2023    |
| -------------------------- | ------- | ------- | ------- | ------- | ------- | ------- | ------- | ------- | ------- |
| Voyageurs                  | 468 219 | 446 487 | 460 088 | 439 365 | 475 674 | 285 493 | 327 802 | 430 759 | 455 948 |
| Voyageurs et non voyageurs | 585 274 | 558 108 | 575 110 | 549 207 | 594 592 | 356 867 | 409 753 | 538 449 | 569 935 |

## Service des voyageurs

### Accueil
La gare est équipée d'un guichet, ouvert tous les jours. Des automates complètent ce dispositif permettant l'achat des titres de transport.
Par ailleurs, un autre accès à la gare jouxte son ancien bâtiment voyageurs.

### Desserte

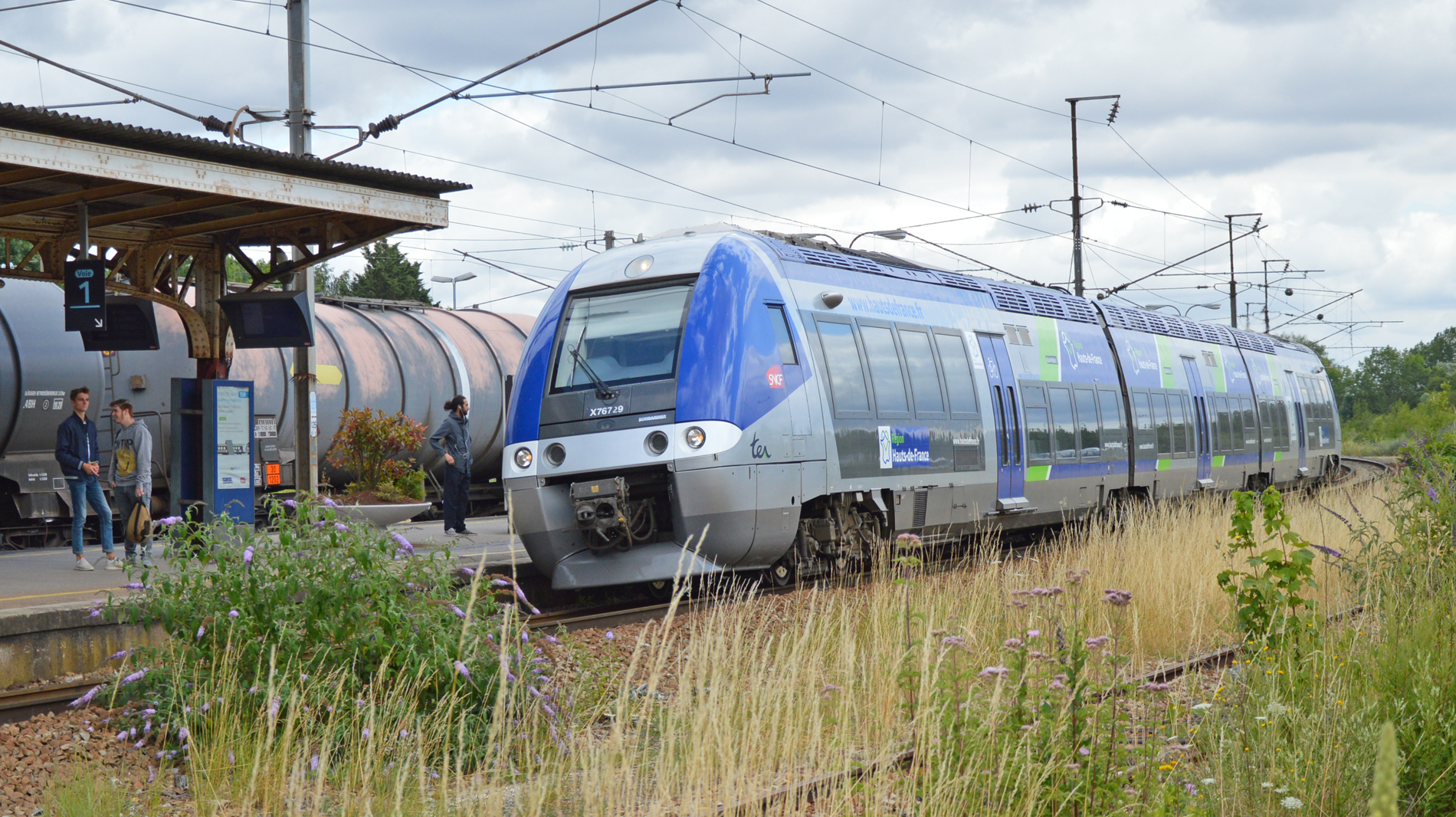
Une rame X 76500, assurant un TER.

Longueau est desservie par des trains régionaux du réseau TER Hauts-de-France, effectuant les liaisons suivantes :
- « Krono » :
  - Paris – Creil – Clermont – Saint-Just-en-Chaussée – Longueau – Amiens (K10),
  - Paris – Longueau – Amiens (K11),
  - Paris – Creil – Longueau – Arras – Douai – Lille (K12 ; les week-ends et jours fériés),
  - Paris – Longueau – Amiens – Abbeville – Noyelles-sur-Mer – Rue – Rang-du-Fliers – Étaples – Boulogne-sur-Mer – Calais (K16) ;

- « Citi » : Paris – Creil – Clermont – Saint-Just-en-Chaussée – Longueau – Amiens (C10) ;

- « Proxi » :
  - Creil – Clermont – Saint-Just-en-Chaussée – Longueau – Amiens (P10),
  - Compiègne – Estrées-Saint-Denis – Montdidier – Moreuil – Longueau – Amiens (P23).

### Intermodalité

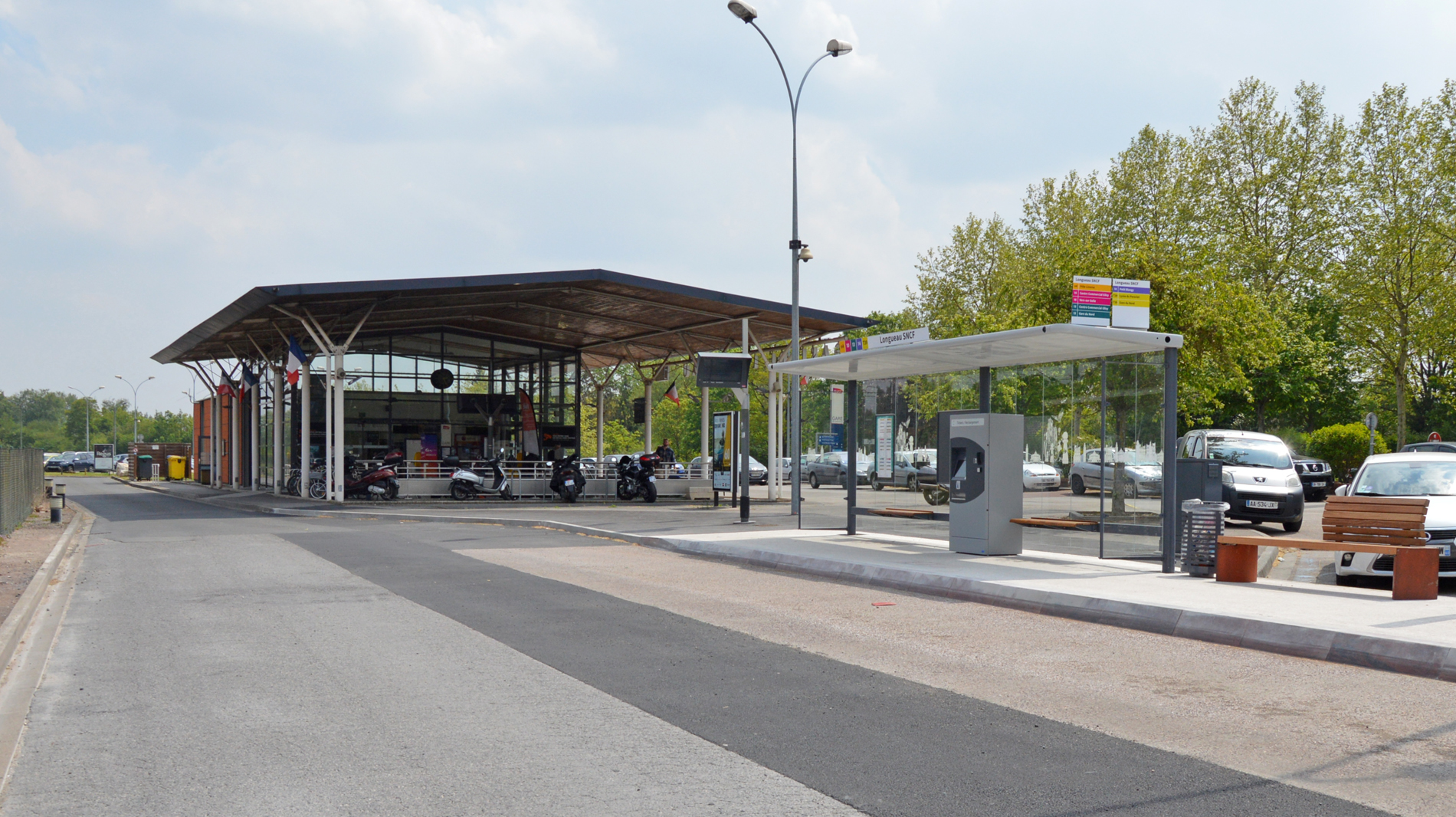
L'arrêt de bus.

Un parking gratuit de 860 places, un arrêt de bus (nommé Longueau SNCF, desservi par les lignes n4 et 10 — ainsi que la ligne scolaire T39 — du réseau « Ametis ») et un parc à vélos permettent l'accès à la gare par correspondances intermodales, depuis l'ensemble de l'agglomération amiénoise.
Par ailleurs, un service de « taxi TER à la demande » permet aux voyageurs en provenance ou à destination de Blangy-Tronville — dont la gare n'est plus desservie — d'assurer la correspondance (un départ le matin depuis Blangy et un retour en fin d'après-midi, uniquement les jours ouvrés) avec des trains pour Paris.

## Patrimoine ferroviaire
Le second bâtiment voyageurs, construit par la Compagnie des chemins de fer du Nord vers 1883, est toujours présent sur le site et utilisé par la SNCF. Il a perdu sa halle métallique pendant la Seconde Guerre mondiale. Ce bâtiment a survécu aux deux conflits mondiaux, mais n'accueille plus les voyageurs depuis 1994 (ce rôle étant depuis lors dévolu à une structure créée ad hoc).
Il s'agit d'un bâtiment « Nord », non standard, consistant en un unique volume à un étage, très allongé, composé de 24 travées, muni d'une toiture en zinc à deux croupes. Ce bâtiment, sobre et fonctionnel, est doté d'un soubassement et de seuils de fenêtres en pierre ; le reste de la façade est en briques rouges.
Côté rue, sa façade possède 24 travées étroites séparées par des pilastres ; seuls les pilastres d'angle sont à refends,. Les travées du rez-de-chaussée sont en arc en plein cintre, surmontées d'une clé en brique ; celles du premier étage sont, comme sur les bâtiments standards, à arc bombé, également surmontées d'une clé,. Une discrète frise court sur la façade, au niveau du plancher du premier étage,. Durant la seconde moitié du XXe siècle, les trois travées centrales, servant d'entrée aux voyageurs, ont été revêtues de pierre et surplombées d'un auvent. Côté quai, où se trouvait la marquise, il n'y a que 12 travées au rez-de-chaussée, séparées par des pilastres, tandis que les 24 fenêtres de l'étage sont groupées par deux (baies géminées). La plupart des travées du rez-de-chaussée sont des portes donnant sur le quai. Les deux murs latéraux portaient le nom de la gare, en carreaux de céramique (selon la pratique de la Compagnie du Nord) ; ces carreaux n'existent plus. Les pilastres d'angle sont à refends ; la frise des façades se prolonge sur ces murs, tandis qu'un bandeau de pierre court au niveau des seuils de fenêtre du premier étage,. Le mur côté Amiens est percé, au rez-de-chaussée, de deux travées à arc en plein cintre ; l'autre mur est aveugle (un petit auvent métallique donnant sur le quai y était autrefois adossé).
Par ailleurs, un bâtiment de service, construit dans le style de la Compagnie du Nord, jouxte l'ancien bâtiment voyageurs,. Enfin, d'autres bâtiments sont présents sur les sites respectifs du dépôt et de la gare de triage ; ils ne sont pas classés, à l'exception de la rotonde no 1, inscrite aux monuments historiques depuis 2003.

## Galerie de photographies

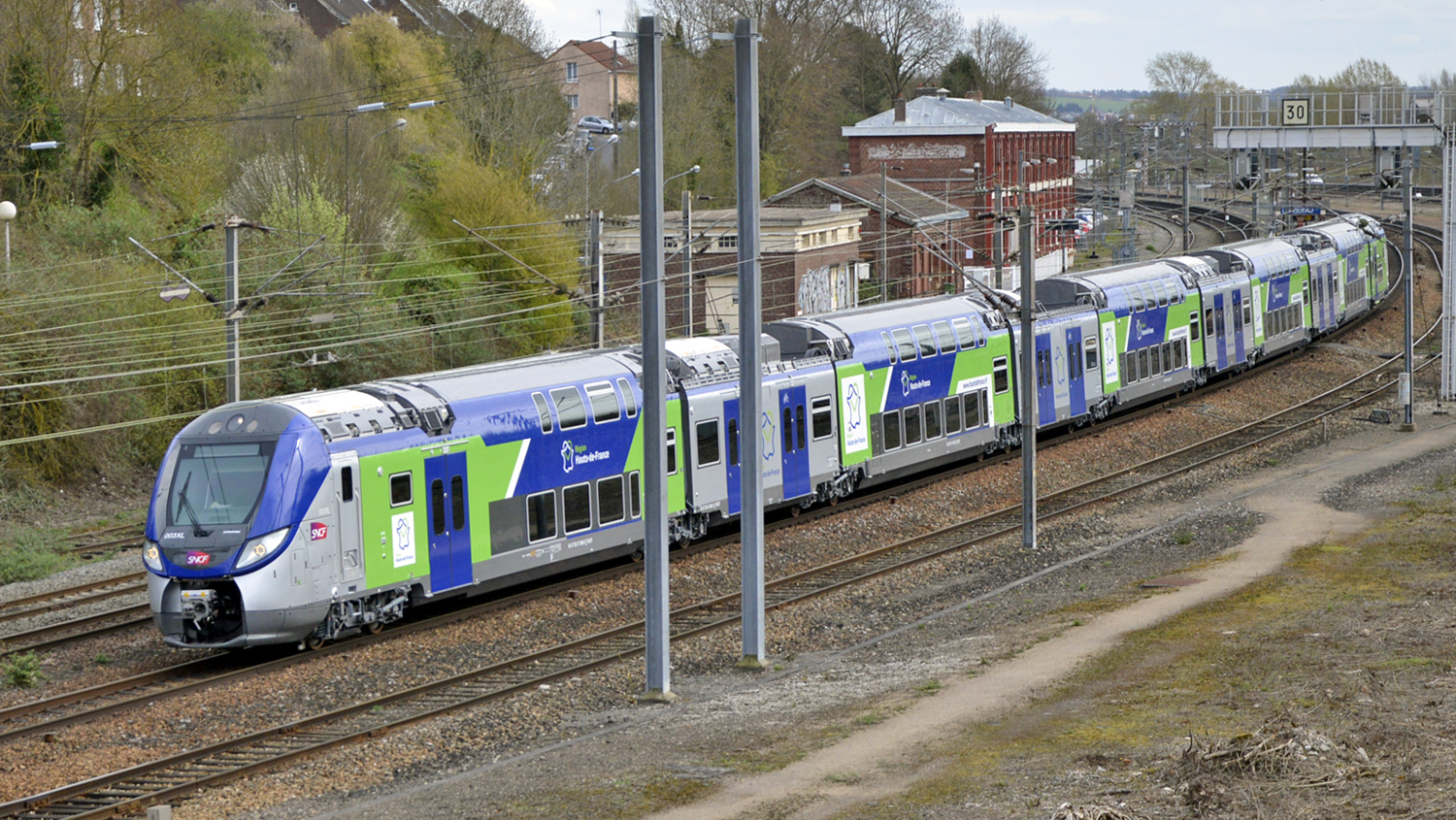
Passage d'une rame Regio 2N. À l'arrière-plan, l'ancien bâtiment voyageurs.
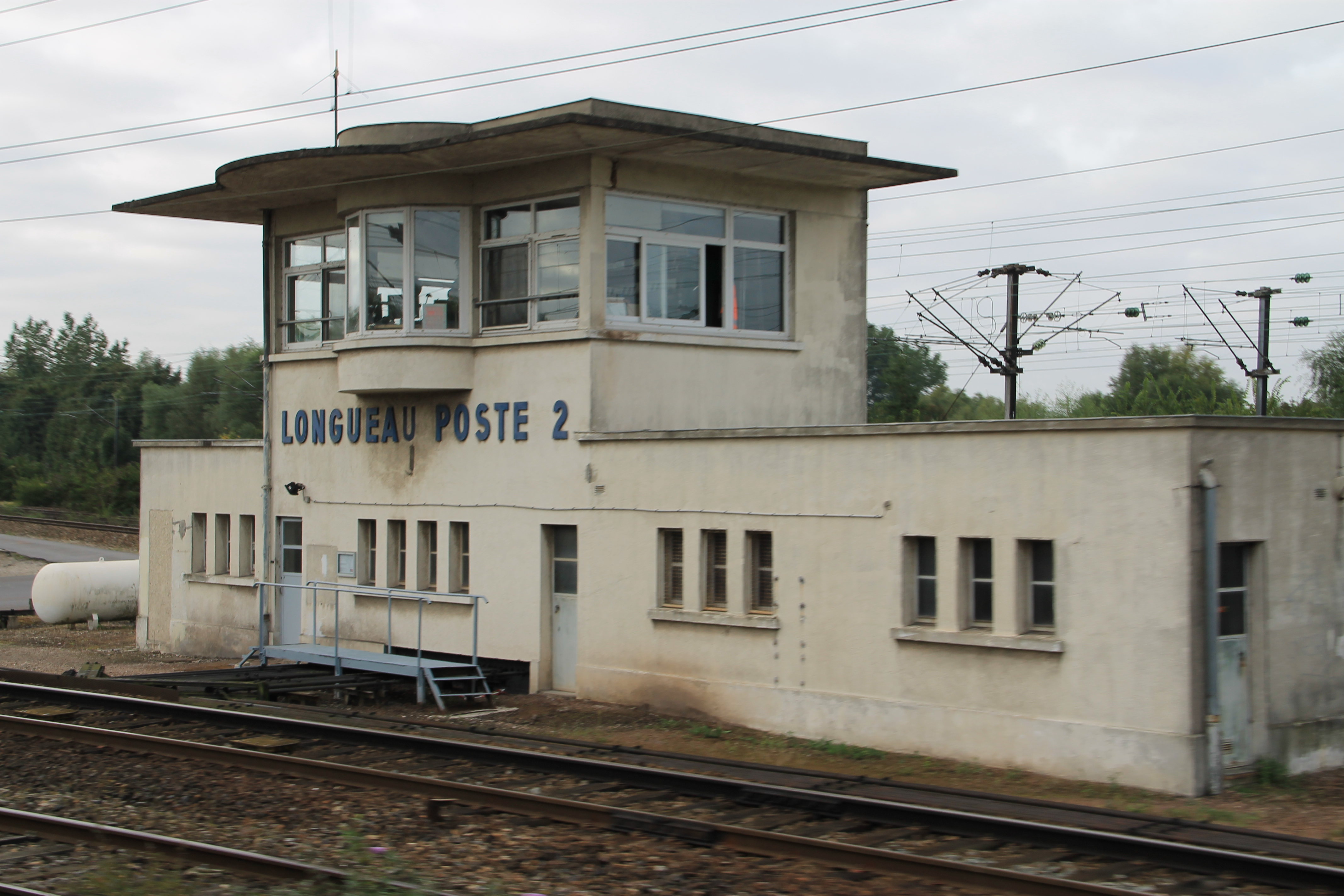
Le poste 2, à la jonction des lignes de Lille et d'Amiens.
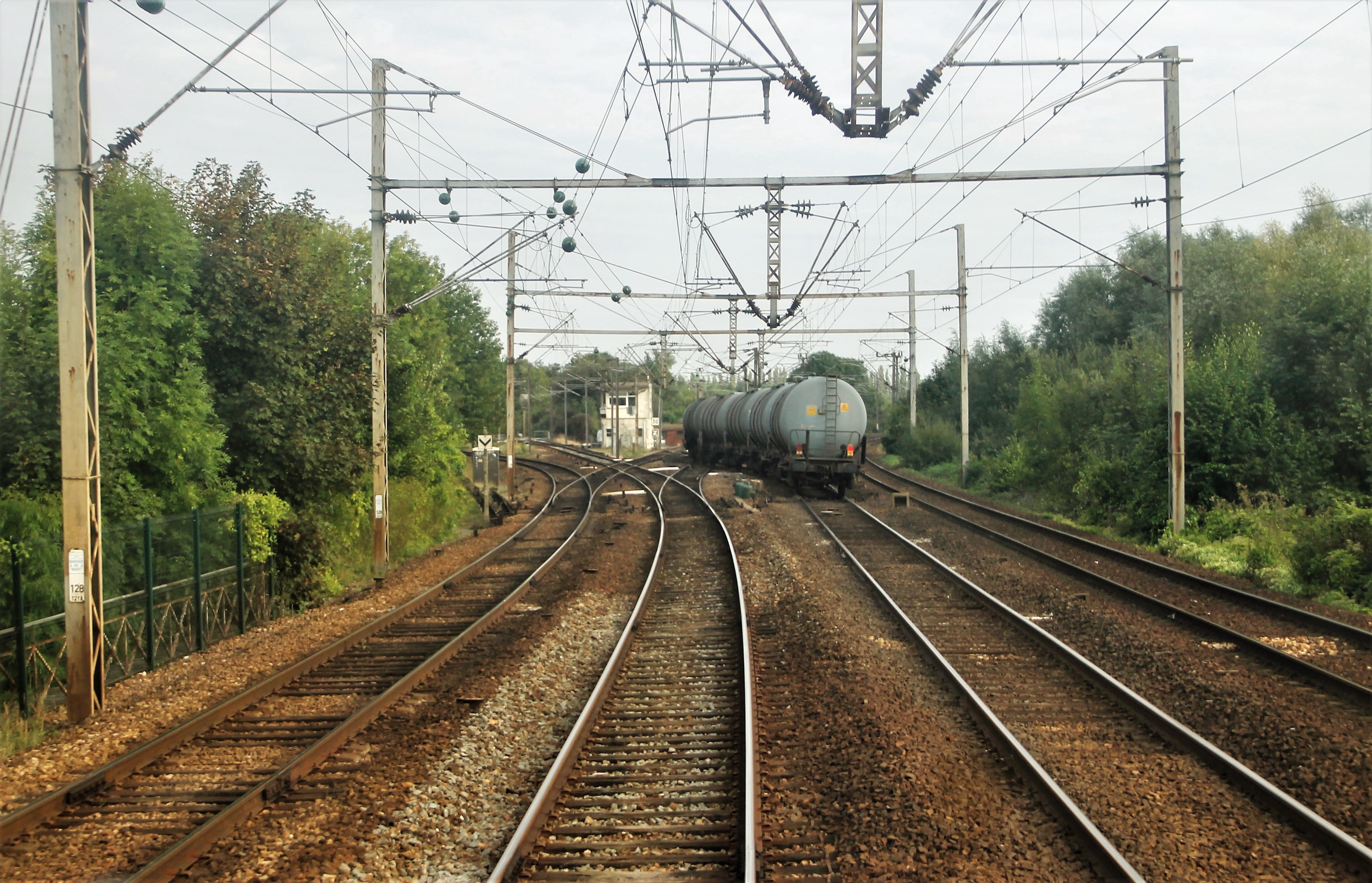
Entrée nord-ouest (poste 2) du site : à gauche vers Lille, au centre (où s'engage un train de fret) vers l'ancien triage, à droite vers la gare voyageurs et Paris.

## Dépôt ferroviaire
Un important dépôt de locomotives est implanté, depuis 1883, à Longueau, non loin de la gare.
Sous sa dénomination d'établissement de maintenance et de traction (EMT) « Haute Picardie (Longueau) », il est l'un des plus gros dépôts de matériels thermiques en France.
Il est également une Supervision technique de flotte (STF), sous la dénomination de STF Picardie. Il gère désormais les locomotives des activités TER Hauts-de-France (ex-TER Picardie et ex-Intercités), Transilien, Technis (ex-Fret SNCF), SNCF Réseau et Akiem.